# Ayad Godlieb
Ayad Godlieb (* 2. Januar 1999) ist ein surinamischer Fußballspieler.

## Karriere

### Verein
Godlieb begann seine Karriere beim damaligen Zweitligisten SV Robinhood. 2015 konnte er mit Robinhood in die Eerste Divisie aufsteigen. In der Saison 2015/16 erreichte er mit Robinhood den siebten Platz in der höchsten Spielklasse. Im Oktober 2016 absolvierte Godlieb ein Probetraining beim niederländischen Erstligisten Feyenoord Rotterdam.

### Nationalmannschaft
Godlieb wurde 2015 erstmals in den surinamischen Nationalkader berufen. Sein Debüt gab er im April 2015 in einem Testspiel gegen Guyana, als er in der 65. Minute für Dimitrie Apai eingewechselt wurde.